# منتخب الولايات المتحدة للكرة اللينة للرجال
منتخب الولايات المتحدة للكرة اللينة للرجال (بالإنجليزية: United States men's national softball team)‏ هو ممثل الولايات المتحدة الرسمي في المنافسات الدولية في كرة لينة
.